# Villamol (kommunhuvudort)
Villamol är en kommunhuvudort i Spanien.   Den ligger i provinsen Provincia de León och regionen Kastilien och Leon, i den norra delen av landet, 250 km nordväst om huvudstaden Madrid. Villamol ligger 822 meter över havet och antalet invånare är 216.
Terrängen runt Villamol är huvudsakligen platt. Villamol ligger nere i en dal. Runt Villamol är det mycket glesbefolkat, med 2 invånare per kvadratkilometer. Närmaste större samhälle är Sahagún, 6,5 km söder om Villamol. Trakten runt Villamol består till största delen av jordbruksmark.